# Aleksey Korobeynikov
Alexei Korobeynikov, né le 12 mai 1978 à Atchinsk, mort le 16 mai 2014 à Krasnoïarsk, est un biathlète ukrainien.

## Biographie
Korobeynikov représente d'abord sa Russie natale aux Championnats du monde junior 1998 puis prend la nationalité Ukrainienne en 2000.
Il fait ses débuts dans l'équipe nationale ukrainienne en 2002 dans la Coupe du monde à Pokljuka. Quelques semaines plus tard, il se retrouve champion d'Europe du sprint à Forni Avoltri et qualifié pour les Championnats du monde à Khanty-Mansiysk. Il marque ses premiers points en fin d'année à Kontiolahti avec une 24e place sur la poursuite.
Aux Championnats du monde 2007, il réalise sa meilleure compétition dans l'élite, terminant notamment seizième du sprint. Il se retire du biathlon en 2009, avant de revenir vivre en Russie.
En 2014, il subit un accident de voiture à Atchinsk puis succombe de ses blessures à l'hopital.

## Palmarès

### Jeux olympiques
| Épreuve / Édition          | Individuel | Sprint | Poursuite | Départ en masse | Relais |
| Jeux olympiques 2006 Turin | 54e        | —      | —         | —               | 7e     |

### Championnats du monde
| Épreuve / Édition                | Individuel | Sprint | Poursuite | Départ en masse | Relais | Relais mixte                     |
| Mondiaux 2003 Khanty-Mansiïsk    | 44e        | -      | -         | -               | -      | Épreuve inexistante à cette date |
| Mondiaux 2004 Oberhof            | -          | -      | -         | -               | 7e     | Épreuve inexistante à cette date |
| Mondiaux 2005 Hochfilzen         | -          | 38e    | 30e       | -               | 10e    | Épreuve inexistante à cette date |
| Mondiaux 2007 Antholz-Anterselva | 16e        | 36e    | 29e       | 26e             | 8e     | 10e                              |
| Mondiaux 2008 Östersund          | -          | -      | -         | -               | -      | 13e                              |

Légende :

 : épreuve inexistante

- : n'a pas participé à l'épreuve

### Coupe du monde
- Meilleur classement général : 66e en 2007.
- Meilleur résultat individuel : 16e aux Mondiaux d'Anterselva 2007.

#### Classements annuels
| Année | Classement général final |
| 2004  | 74e                      |
| 2005  | 91e                      |
| 2006  | 93e                      |
| 2007  | 66e                      |

### Championnats d'Europe
- Médaille d'or du sprint en 2003.
- Médaille d'argent du relais en 2005.
- Médaille de bronze de l'individuel en 2007.

### Championnats du monde de biathlon d'été
- Médaille d'or du relais en 2003.